# ウクライナ・ブック・インスティチュート
ウクライナ・ブック・インスティチュート（ウクライナ語: Український інститут книги、英語: Ukrainian Book Institute）は、ウクライナのキーウに本部を置く国家機関である。2016年に設立され、ウクライナ文化・戦略コミュニケーション省の管轄下で、出版業界の政策形成、読書推進、翻訳支援、ウクライナ文学の海外普及を目的とする。

## 歴史
ウクライナ・ブック・インスティチュートは2016年に設立された。初代所長（暫定）はロスティスラフ・セムキウ、2017年6月からタチアナ・テレンが正式所長を務めた。2018年1月にテレンが辞任後、セルヒー・ヤシンスキーらが暫定所長を務め、同年7月26日、ブックフォーラム・リヴィウの創設者であるオレクサンドラ・コヴァリが所長に就任した。

## 活動
ウクライナ・ブック・インスティチュートは、出版業界の振興とウクライナ文学の普及を目的に多様なプログラムを展開する。主要な活動は以下の通り：
- 翻訳支援: 「Translate Ukraine」プログラムを通じ、海外でのウクライナ文学翻訳を助成。
- 読書推進: 全国的な読書啓発キャンペーンやイベントを企画。
- 図書館支援: 公共図書館の蔵書充実プログラムを実施。2018年には1億2千万フリヴニャで741冊、約98万冊を配布[6]。
- 出版支援: 未出版書籍の公費出版や出版社への助成。
- 国際交流: フランクフルト・ブックフェアやプラハ・ブックフェアでウクライナ文学を展示。
- 調査研究: 出版市場の分析や書店数の調査（2023年時点で378書店を確認[7]）。

### 国際的な活動
2018年のフランクフルト・ブックフェアでは、「Senses of Ukraine」をテーマに140平方メートルのスタンドを設置し、展示や作家のトークを開催。セルヒーイ・プロヒー、カテリーナ・カリトコ、ヴィクトリア・・アメリナらが参加し、オレグ・センツォフ支援の抗議活動も行われた。同年、プラハ・ブックフェア「世界の書籍2018」では初の国家スタンドを設置。

### 国内の活動
国内では、ブックフォーラム・リヴィウの共催（2018年第25回）や、映画『荒野の叫び』のディスカッションを企画。また、「東が読む」プロジェクトで東部地域の図書館に2,000冊以上を寄贈し、セルヒーイ・ジャダンらが参加した。2022年のロシアによるウクライナ侵攻下では、ブックフォーラム・リヴィウのハイブリッド開催を支援。